# Нихар
Нихар (шп. Níjar) град је у Шпанији у аутономној заједници Андалузија у покрајини Алмерија. Према процени из 2017. у граду је живело 28 579 становника.

## Становништво
Према процени, у граду је 2017. живело 28 579 становника.
| 1970.  | 1981.  | 1991.  | 2001.  | 2017.  |
| ------ | ------ | ------ | ------ | ------ |
| 11.213 | 11.023 | 12.554 | 17.824 | 28.579 |